# Jean-Vincent Tasso
Pour les articles homonymes, voir Tasso (homonymie).
Jean-Vincent Tasso (francisation de Giovanni Vincenzo Tasso) né à Montiglio le 13 août 1850 mort à Aoste le 24 août 1919) ecclésiastique italien qui fut évêque d'Aoste de 1908 à 1919.

## Biographie
Jean-Vincent Tasso nait à Montiglio Monferrato, province d'Asti dans le Piémont il est le fils de Jacques « agricole » et de Thérèse Scaglia . Élève des Oratoriens de Turin de 1862 à 1865 puis de Don Bosco et proche de l'œuvre Salésienne, il devient prêtre de la Congrégation de la Mission le 29 mars 1873. Nommé évêque d'Aoste le 30 mars 1908 il est consacré le 28 mai de la même année par le cardinal Rafael Merry del Val y Zulueta Cardinal-Prêtre de la Basilique Santa Prassede, Emilo Parodi archevêque de Sassari et Gennaro Costagliola archevêque de Chieti. Il meurt à Aoste le 24 août 1919.